# 27344 Vesevlada
27344 Vesevlada este un asteroid din centura principală de asteroizi.

## Descriere
27344 Vesevlada este un asteroid din centura principală de asteroizi. A fost descoperit pe 26 februarie 2000 la Observatorul din Ondřejov de Lenka Šarounová. Asteroidul prezintă o orbită caracterizată de o semiaxă mare de 2,64 ua, o excentricitate de 0,15 și o înclinație de 2,9° în raport cu ecliptica.